# Georges Bonnemaison
Pour les articles homonymes, voir Bonnemaison (homonymie).
Georges Bonnemaison né à Toulouse le 4 juillet 1852 et mort à Alicante (Espagne) le 19 septembre 1885, est un peintre et dessinateur français.

## Biographie
Georges Bonnemaison expose ses tableaux Matin au Salon de 1874, En Sologne au Salon de 1875 et Un soir d'été au Salon de 1883.
Son atelier est situé au 25, rue Fontaine-Saint-Georges à Paris.
Il se marie à Paris le 23 mai 1885 et meurt quelques mois plus tard, le 19 septembre 1885 à Alicante, à l'âge de trente-trois ans.